# Campionato Primavera 1967-1968
Il Campionato Primavera 1967-1968 è la 6ª edizione del Campionato Primavera. I detentori del trofeo sono il Torino per la serie A e il Verona per la serie B.
La squadra vincitrice del torneo di serie A è stato il Torino che guidato da Oberdan Ussello si è aggiudicato il titolo di campione nazionale per la seconda volta nella sua storia. Il titolo di serie B è stato conquistato per la seconda volta nella sua storia dal Verona.
La fonte ufficiale fa supporre una finalissima vinta dal Verona.